# مايك مارش (طبال)
مايك مارش (بالإنجليزية: Mike Marsh)‏ هو طبال أمريكي، ولد في 13 أغسطس 1974 في ميامي في الولايات المتحدة.

## وصلات خارجية
- مايك مارش على موقع ميوزك برينز (الإنجليزية)
- مايك مارش على موقع ديسكوغز (الإنجليزية)